# Ункович, Слободан
Слободан Ункович (серб. Слободан Унковић; род. 19 декабря 1938, Требине, Зетская бановина, Королевство Югославия) — сербский государственный деятель, председатель Народной Скупщины Республики Сербия (1991).

## Биография
Родился 19 декабря 1938 года в Требине, Зетская бановина, Королевство Югославия. Окончил среднюю школу в Дубровнике, а в 1961 году завершил обучение на экономическом факультете Белградского университета, где в 1964 году получил степень магистра, а в 1966 году защитил докторскую диссертацию. Его дальнейшее обучение включало специализацию в Стэнфордском университете, а также университетах Великобритании и Италии. В дальнейшем Ункович работал на своём родном факультете, где с 1987 по 1991 год занимал должность ректора. В 1980 году он получил степень профессора.
11 января 1991 года Ункович был избран председателем Народной Скупщины Республики Сербия и занимал эту должность по 5 июня того же года. В 1993—1994 годах он возглавлял министерство науки и технологий, а с 1994 по 1998 год работал заместителем премьер-министра страны.
Ункович является почётным профессором Московского государственного университета и Китайского народного университета.